# Многоцветен ирис
Многоцветният ирис (на латински: Iris versicolor), известен във Великобритания и Ирландия и като лилав ирис, е вид ирис, местен за Северна Америка, разпространен основно в източните Съединени щати и Източна Канада. Разпространен е в ливадите с острица, блатата и по бреговете на реки. Видовият епитет versicolor означава „многоцветен“, „разноцветен“.

## Описание
Многоцветният ирис е цъфтящо тревисто многогодишно растение, достигащо на височина от 10 до 80 см високо. Склонен е да образува от дебели, пълзящи коренища. Некрилите, изправени стъбла обикновено имат базални листа, които са широки малко над 1 см. Листата са прегънати по средните жилки. Добре развитото синьо цвете има 6 венчелистчета и чашелистчета, в две форми. По-дългите чашелистчета са без власинки и имат зеленикаво-жълто петно в основата си. Долният семенник е разположен под тъп ъгъл. 
Цветовете обикновено са светло до наситено сини (лилаво и виолетово не са рядкост) и цъфтят от май до юли. Плодът е 3-клетъчна, тъпо заострена капсула. Големите семена могат да се наблюдават да се носят из въздуха през есента.

## Химични съставки
Видът е замесен в няколко случая на отравяния на хора и животни, които са консумирали коренищата, за които е установено, че съдържат гликозид, иридин. Сокът може да причини дерматит при податливи индивиди.
Както листата, така и корените са отровни и могат да причинят възпаление на стомаха и червата. Консумирането на растението може да бъде фатално за телета.
Ирисът е бил използван като магическо растение, като хората са носели със себе си парче от корен, за да получат „финансова печалба“, или са го поставяли в касите за увеличаване на бизнеса.

## Символизъм
Ирисът е официалното култивирано цвете на американския щат Тенеси съгласно акт от 1933 г. на щатския законодателен орган. Въпреки че законът не определя конкретния вид ирис, общоприето е, че става въпрос за многоцветният ирис.
Многоцветният ирис е цветето и на провинцията Квебек от 1999 г., когато заменя бялата лилия (Lilium candidum), която не е местен вид за провинцията.